# Dłużniewo Małe
Dłużniewo Małe – część wsi Dłużniewo Duże w Polsce, położona w województwie mazowieckim, w powiecie płockim, w gminie Staroźreby.
W latach 1975–1998 Dłużniewo Małe administracyjnie należało do województwa płockiego.
Obok Dłużniewa Małego przepływa rzeczka Dobrzyca, dopływ Raciążnicy.